# Корпоративная вики
Корпоративная вики (англ. Enterprise wikis) — программное обеспечение с использованием вики-технологий, предназначенное для использования в корпоративной информационной системе, прежде всего для обеспечения внутрикорпоративного управления знаниями. Большинство проприетарных вики-приложений специально продаются как корпоративные решения, среди них — Atlassian Confluence, Socialtext, Jive, SamePage и Traction TeamPage. Кроме того, некоторые вики-приложения с открытым кодом также позиционируются как корпоративные решения, в том числе XWiki, Foswiki, которая именуется «свободной и открытой платформой для совместной работы предприятия» и TWiki, которая характеризуется как «корпоративная вики с открытым кодом».. Некоторые вики-приложения с открытым кодом, хотя и не позиционируются специально как корпоративные решения, имеют руководства для корпоративных пользователей, среди них — TikiWiki и MediaWiki. Многие другие вики-приложения также используются на предприятиях.
Среди компаний и государственных организаций, которые используют корпоративные вики — Adobe Systems, Amazon.com, Intel, Microsoft, разведывательное сообщество США, Министерство обороны США, Государственный департамент США и Федеральное бюро расследований (ФБР).
В организациях корпоративная вики может заменить либо дополнить корпоративную систему управления содержимым. Децентрализованный характер корпоративных вики позволяет им распространять необходимую информацию в масштабе всей организации быстрее и дешевле, чем централизованное хранилище знаний. Корпоративные вики также могут быть использованы для управления документооборотом, управления проектами, управления отношениями с клиентами, планирования ресурсов предприятия, и многими другими видами управления данными.
Особенности вики-систем, полезных для корпоративного управления, включают в себя:
- Возможность вводить информацию, с помощью быстрых и простых алгоритмов создания страниц, содержащих ссылки на другие корпоративные информационные ресурсы, ускоряя тем самым формирование базы знаний.
- Возможность избежать перегрузки электронной почты. Вики позволяют распределить всю необходимую информацию среди людей, занятых в данном проекте. И наоборот, только пользователи корпоративной вики, заинтересованных в данном проекте, будут просматривать связанные страницы вики, в отличие от списков рассылки, которое могут содержать большое количество избыточной для пользователей информации. Это также очень полезно для менеджера проекта, поскольку позволяет все связи хранить в одном месте, что даёт возможность увязать ответственность за каждое действие с конкретным сотрудником.
- Структурирование информации. Вики позволяют пользователям структурировать как новую, так и имеющуюся информацию. Структура данных, подобно содержанию, иногда также может редактироваться пользователями.
- Формирование консенсуса. Вики позволяет структурировать выражение мнений по конкретному вопросу на одной странице. Эта функция очень полезна при написании документации, подготовки презентаций, когда мнения участников проекта расходятся.
- Разграничение прав и ролей. Пользователям может быть отказано в доступе для просмотра и/или редактирования данной страницы, в зависимости от их роли в организации и данном проекте.
- Управление знаниями с опцией всеобъемлющего поиска. Это включает в себя документооборот и управление проектами, управление персоналом и т. д.